# 锯齿双盖蕨
锯齿双盖蕨（学名：Diplazium serratifolium），为蹄盖蕨科双盖蕨属下的一个植物种。